# 水野忠政
水野 忠政（みずの ただまさ）は、戦国時代の武将、戦国大名。水野家当主。通称は藤七郎、右衛門大夫、下野守。緒川城および刈谷城の城主。徳川家康の生母・於大の方（伝通院）は娘で、外祖父にあたる。

## 人物

### 略歴

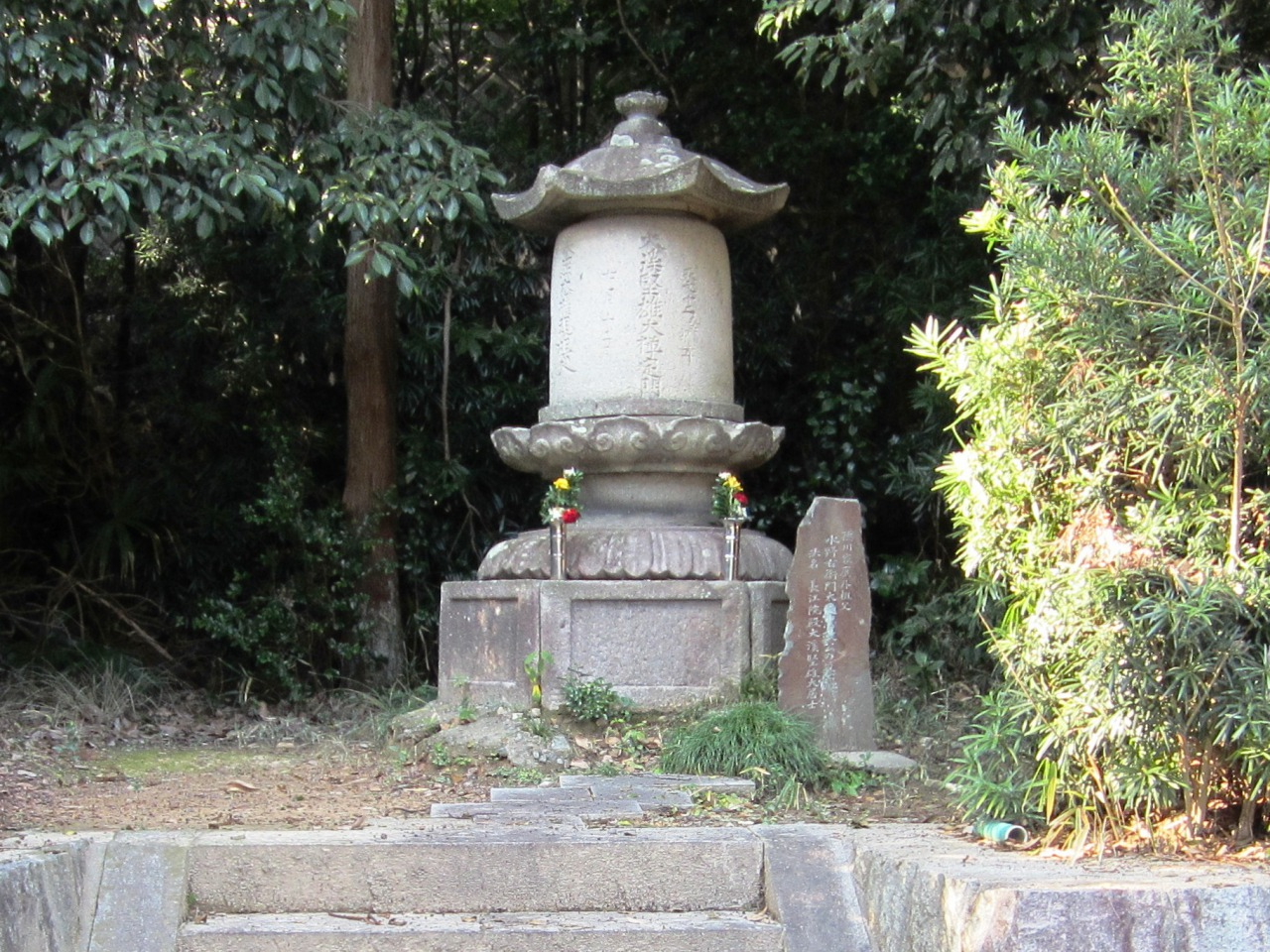
乾坤院の墓所

明応2年（1493年）、水野清忠の次男として生まれる。幼名は牛息丸。初名は妙茂。
はじめ尾張国の緒川城（愛知県東浦町）を中心として知多半島北部をその支配下においたが、天文2年（1533年）、三河国刈谷に新城（刈谷城）を築いた。
織田信秀の西三河進攻に協力しつつ、他方では岡崎城主松平広忠、形原城主松平家広などに娘を嫁がせて、領土の保全を図った。
天文12年（1543年）7月12日、死去。享年51。墓所は愛知県東浦町の乾坤院。法名は長江院殿大渓堅雄大居士。

### 妻および子供たちの生母について
『寛政譜』がその出自を示すのは次の2名である。残りは某氏とされる。
- 松平昌安（信貞）の娘 - 「信元」「松平家広室」の母。「死別」ではなく「離婚」となっている。
- 大河内元綱の養女 - 「於富の方」（華陽院）として知られる。「継室」とされている。「忠守」「於大の方」「近信」「忠分」「忠重」の母とする。しかし、伝えられている松平清康（1535年死亡）との再婚が事実とすれば、これ以後の出生と考えられる「忠分」「忠重」の母ではありえない。平野明夫は著書『三河松平一族』において所生の子供たちの生年から検討した結果、於富の方と松平清康との再婚は有り得ないと考証している。

『新編東浦町誌』の「水野氏法名一覧」の中に次の2名が記されている。
- 三昭貞富禅定尼 - 「忠分」の母。没年は天文12年（1543年）2月4日。半年後に忠政が死亡。
- 本樹院殿栄岩宗盛大姉 - 「水野和泉守殿之母」。没年は天正15年（1587年）6月13日。「水野藤九郎」がその名を見せる、永正13年（1516年）の記述[注釈 13]から71年経過しており、水野藤九郎＝和泉守近守の母ではありえない。ここでの「水野和泉守」は「忠重」であり、「栄岩宗盛」がその母である。

以上、4名以上の女性が子供たちの母として存在していたことがわかる。

## 登場作品
- 『徳川家康』 （NHK大河ドラマ 1983年)、演：北村和夫